# Christian Spatscheck
Christian Spatscheck (* 1971 in Immenstadt im Allgäu) ist ein deutscher Sozialarbeiter, Sozialpädagoge und Professor für Theorien und Methoden der Sozialen Arbeit an der Fakultät Gesellschaftswissenschaften der Hochschule Bremen.

## Biografie
Christian Spatscheck ist seit 2008 Professor für Theorien und Methoden der Sozialen Arbeit an der Fakultät Gesellschaftswissenschaften der Hochschule Bremen.
Daneben ist er seit 2011 Visiting Scholar an der School of Social Work and Social Welfare (Socialhögskolan) der Universität Lund und seit 2014 Visiting Professor am Dipartimento di Scienze Politiche an der Universität Pisa.
Er absolvierte weitere Gastaufenthalte als Visitor, so im Mai 2014 beim EUI - European University Institute in Fiesole/Florenz, im April 2020/September 2021 an der Thomas Coram Research Unit des UCL Institute of Education des University College London, im Mai 2023 am Dipartimento di Filosofia e Beni Culturali der Universität Ca' Foscari Venedig und im Mai 2024 am Department of Pedagogy der Universität Girona.
Seit 2022 ist er einer der beiden Vorsitzenden der Deutschen Gesellschaft für Soziale Arbeit (DGSA), in deren Vorstand er seit 2014 Mitglied ist. Seit 2016 ist er auch einer der drei Sprecher der Sektion Theorie- und Wissenschaftsentwicklung der DGSA.
Spatscheck ist geschäftsführender Redakteur beim Online-Journal sozialraum.de, Mitglied des Editorial Board des European Journal of Social Work, verfolgt Beiratstätigkeiten bei den Fachzeitschriften Nordic Social Work Research, neue praxis, Soziale Arbeit (DZI), Zeitschrift für Sozialpädagogik (2015–2024), ist Mitherausgeber der Buchreihe „Theorie, Forschung und Praxis Sozialer Arbeit“ beim Verlag Barbara Budrich sowie Beiratsmitglied beim Deutschen Zentralinstitut für soziale Fragen (DZI), beim Bachelorpreis der Caritasstiftung Hamburg, beim Gewoba-Preis, beim Bremer Beratungsbüro für Erziehungshilfen (BeBeE) (2016–2024) sowie im Wissenschaftlichen Beirat von Attac (2010–2021).
Zwischen 2006 und 2008 hatte Spatscheck eine Vertretungsprofessor für Didaktik/Methodik der Sozialpädagogik am Fachbereich Sozial- und Kulturwissenschaften der Hochschule Düsseldorf inne. Zuvor lehrte er in freiberuflicher Lehrtätigkeit an der Alice Salomon Hochschule Berlin, dem MCI Innsbruck, der Fachhochschule Potsdam, der Katholischen Hochschule Freiburg und der Katholischen Hochschule für Sozialwesen Berlin.
Von 1996 bis 2005 war er in Leitung und Praxis verschiedenen Feldern der Sozialen Arbeit, insbesondere der Kinder- und Jugendhilfe und der stadtteilorientierten Jugendarbeit tätig.
Christian Spatscheck studierte von 1991 bis 1996 Sozialarbeit an der Katholischen Fachhochschule Freiburg und schloss dort als Dipl.-Soz.-arb. (FH) ab. Von 1997 bis 2000 absolvierte er ein Studium der Erziehungswissenschaft, Kommunikationswissenschaft und Psychologie an der Pädagogischen Hochschule Freiburg und schloss dort als Dipl.-Päd. ab.
Er promovierte 2005 am Institut für Sozialpädagogik der der Technischen Universität Berlin zum Dr. phil.

## Arbeitsschwerpunkte
Christian Spatscheck verfolgt den Arbeitsschwerpunkt der Theorien und Methoden Sozialer Arbeit und vertritt dabei insbesondere sozialraumbezogene Arbeitsansätze, systemisches Denken und Handeln, Sozialpädagogik, Kinder- und Jugendhilfe, insbesondere Jugendarbeit, sowie die internationale Soziale Arbeit.

## Schriften (Auswahl)

### Monographien
- mit Ernst Engelke und Stefan Borrmann: Theorien der Sozialen Arbeit. Eine Einführung. 8. Auflage. Lambertus, Freiburg im Breisgau 2025, ISBN 978-3-7841-3767-4.
- mit Ernst Engelke und Stefan Borrmann: Die Wissenschaft Soziale Arbeit – Werdegang und Grundlagen. 5. Auflage. Lambertus, Freiburg im Breisgau 2024, ISBN 978-3-7841-3707-0.
- mit Karin Wolf-Ostermann: Sozialraumanalysen. Ein Arbeitsbuch für soziale, gesundheits- und bildungsbezogene Dienste. 2. Auflage. UTB/Verlag Barbara Budrich, Opladen 2023, ISBN 978-3-8252-6076-7.
- mit Markus Nachtigall, Robert Lehenherr und Wilfried Grüßinger: Happy Nation - Jugendmusikkulturen und Jugendarbeit in den 90er Jahren. 2. Auflage. LIT-Verlag, Münster 2007, ISBN 978-3-8258-3485-2
- Soziale Arbeit und Jugendkulturen. Tectum, Marburg 2006, ISBN 3-8288-8991-3.

### Herausgeberschaften
- mit Riccardo Guidi (Hrsg.): Social Work Practice Education Beyond the Pandemic - Comparative Perspectives on Continuities, Adaptations and Innovations. Springer, Cham 2024. ISBN 978-3-031-66558-5.
- mit Julia Franz und  Anne van Rießen (Hrsg.): Fachkräftemangel und De-Professionalisierung in der Sozialen Arbeit - Analysen, Bearbeitungsweisen und Handlungsstrategien. Verlag Barbara Budrich, Opladen 2024. ISBN 978-3-8474-3060-5.
- mit Dieter Kreft (Hrsg.): Methodenlehre in der Sozialen Arbeit. UTB/Ernst Reinhardt Verlag, München 2023, ISBN 978-3-8252-6083-5.
- mit Sabine Wagenblass (Hrsg.): Kinder psychisch erkrankter Eltern. UTB/Psychiatrie Verlag, Köln 2023, ISBN 978-3-8252-6054-5.
- mit Michaela Köttig und Sonja Kubisch (Hrsg.): Geteiltes Wissen: Wissensentwicklung in Disziplin und Profession Sozialer Arbeit. Verlag Barbara Budrich, Opladen/Toronto 2023, ISBN 978-3-8474-2689-9.
- mit Stefan Borrmann (Hrsg.): Architekturen des Wissens. Wissenschaftstheoretische Grundpositionen im Theoriediskurs der Sozialen Arbeit. Beltz Juventa, Weinheim 2021, ISBN 978-3-7799-6223-6.
- mit Sabine Wagenblass (Hrsg.): Diversität im Kinderschutz gestalten. Bremer Schriften zur Sozialen Arbeit, Band 1. Hochschule Bremen, Bremen 2020, ISBN 978-3-00-065151-9.
- mit Sara Ashencaen Crabtree und Jonathan Parker (eds.): Methods and Methodologies of Social Work. Reflecting Professional Interventions. Whiting & Birch, London 2018, ISBN 978-1-86177-095-0.
- mit Claudia Steckelberg (Hrsg.): Menschenrechte und Soziale Arbeit. Konzeptionelle Grundlagen, Gestaltungsfelder und Umsetzung einer Realutopie. Verlag Barbara Budrich, Opladen/Toronto 2018, ISBN 978-3-8474-2176-4.
- mit Barbara Thiessen (Hrsg.): Inklusion und Soziale Arbeit - Teilhabe und Vielfalt als gesellschaftliche Handlungsfelder. Verlag Barbara Budrich, Opladen/Toronto 2017, ISBN 978-3-8474-2075-0.
- mit Stefan Borrmann, Sabine Pankofer, Juliane Sagebiehl und Brigitta Michel-Schwartze (Hrsg.): Die Wissenschaft Soziale Arbeit im Diskurs - Auseinandersetzungen mit den threoriebildenden Grundlagen Sozialer Arbeit. Verlag Barbara Budrich, Opladen/Toronto 2016, ISBN 978-3-8474-0767-6.
- mit Sabine Wagenblass (Hrsg.): Bildung, Teilhabe und Gerechtigkeit. Gesellschaftliche Herausforderungen und Zugänge Sozialer Arbeit. Beltz-Juventa, Weinheim 2013, ISBN 978-3-7799-2886-7.
- mit Manuel Arnegger, Sibylle Kraus, Astrid Mattner und Beate Schneider (Hrsg.): Soziale Arbeit und Ökonomisierung. Analysen und Handlungsstrategien. Schibri Verlag, Berlin 2008.
- mit Stefan Borrmann und Michael Klassen (Hrsg.): International Social Work. Social Problems, Cultural Issues and Social Work Education. Barbara Budrich Publishers. Opladen / Farmington Hills 2007, ISBN 978-3-86649-087-1.
- mit Ernst Engelke, Konrad Maier, Konrad, Erika Steinert und Stefan Borrmann (Hrsg.): Forschung für die Praxis. Zum gegenwärtigen Stand der Sozialarbeitsforschung. Lambertus, Freiburg im Breisgau 2007.